# (19434) Bahuffman
(19434) Bahuffman (1998 FD75) – planetoida z grupy pasa głównego asteroid okrążająca Słońce w ciągu 4,14 lat w średniej odległości 2,58 j.a. Odkryta 24 marca 1998 roku.